# 出光ゼアスステーション ヒッツインモーション
『出光ゼアスステーション ヒッツインモーション』（いでみつゼアスステーション ヒッツインモーション）は、TOKYO FM系（JFN）全国ネットで放送されていた出光興産提供のラジオ番組。番組名に出光のガソリンのブランドである「ゼアス」を冠していた（当初は「出光エナジーステーション」として放送していた）。

## 詳細
- JFN系列局のオンエアチャートを発表するコーナーを設けていた。

## パーソナリティ
- 渡辺満里奈
- 森口博子
- 松本ともこ